# Jongdu állomás
Jongdu (Yongdu) állomás a szöuli metró 2-es vonalának egyik állomása Tongdemun-ku (Dongdaemun-gu) kerületben. Nevét Jongdu-tong (Yongdu-dong)ról kapta, ahol található. A Jongdu (Yongdu) jelentése „a sárkány feje”.

## Viszonylatok
| 2-es vonal                     | 2-es vonal                 | 2-es vonal                                  |
| ------------------------------ | -------------------------- | ------------------------------------------- |
| Sindap Szongszu (Seongsu) felé | Szongszu (Seongsu) szakasz | Sinszol-tong (Sinseol-dong) végállomás felé |